# Häxprocessen i Rättvik
Häxprocessen i Rättvik ägde rum i Rättvik under det stora oväsendet 1671. Under processen blev 65 personer åtalade för trolldom, av vilka 51 personer dömdes till ris, gatlopp, uppenbar skrift eller böter; tre personer dömdes till döden, men ingen avrättning verkställdes eftersom de tre dödsdömda avled i fängelset före avrättningen.

## Historik
Efter den stora häxprocessen i Mora 1669 spred sig ryktet i Dalarnas bygder om att häxor förde bort barn till Blåkulla. Oroliga föräldrar kontaktade myndigheterna och krävde att utpekade misstänkta skulle förhöras, vilket ledde till att häxprocesser uppkom i Orsa, Rättvik, Leksand, Lima och Stora Tuna de följande åren. 
I häxprocessen i Rättvik ställdes 65 personer inför rätta, men ingen blev i slutändan avrättad. Orsaken är svår att utreda. Vissa av de anklagade försvarades. Bland annat försvarade Gatu Matts Ersson i Boda "med passion" sin fru Margreta, Bälter Olof Jonsson tvivlade på sin dotters ord om att hans fru Chirstin (dotterns styvmor) tagit henne till Blåkulla. 
Tompt Nils Larsson (29) dömdes till gatlopp efter att ha anklagat "hustru Brita", fru till Olof Larsson, för att ha fört honom till Blåkulla där han sett en bock mönstra kvinnor genom att gnida ned sitt horn mot deras förkläden. 11 kvinnor fick kyrkostraff eller böter, 4 unga män fick löpa gatlopp och 8 pojkar fick risstraff. Endast tre dödsdomar utdömdes: över Håll Karin, hennes syster och Skägg Chirstin, men dessa gick aldrig i verkställelse eftersom de tre dödsdömda avled i fängelset.